# Формула-1 — Гран-прі Мексики
Гран-прі Мексики (ісп. Gran Premio de México) — один з етапів чемпіонату світу з автогонок у класі Формула-1. В даний час проводиться на Автодромі імені братів Родрігес в Мехіко, Мексика.
Перше Гран-прі Мексики пройшло в 1962 р. З 1963 Гран-прі Мексики входить до заліку Чемпіонату світу з автоперегонів у класі Формула-1.

## Переможці Гран-прі Мексики

### Багаторазові переможці

#### Пілоти
Жирним шрифтом виділені пілоти, які беруть участь в поточному сезоні чемпіонату Формули-1.
Рожевим фоном вказані перегони, які не увійшли до заліку Чемпіонату Світу.
| Кількість перемог | Пілот           | Рік                          |
| ----------------- | --------------- | ---------------------------- |
| 5                 | Макс Ферстаппен | 2017, 2018, 2021, 2022, 2023 |
| 3                 | Джим Кларк      | 1962*, 1963, 1967            |
| 2                 | Ален Прост      | 1988, 1990                   |
| 2                 | Найджел Менселл | 1987, 1992                   |
| 2                 | Льюїс Гамільтон | 2016, 2019                   |

* Виграш розділив з Тревором Тейлором

#### Конструктори
Жирним шрифтом виділені команди, які беруть участь в поточному сезоні чемпіонату Формули-1.
Рожевим фоном вказані перегони, які не увійшли до заліку Чемпіонату Світу.
| Кількість перемог | Конструктор | Рік                          |
| ----------------- | ----------- | ---------------------------- |
| 5                 | Red Bull    | 2017, 2018, 2021, 2022, 2023 |
| 4                 | Lotus       | 1962, 1963, 1967, 1968       |
| 3                 | McLaren     | 1969, 1988, 1989             |
| 3                 | Ferrari     | 1970, 1990, 2024             |
| 3                 | Williams    | 1987, 1991, 1992             |
| 3                 | Mercedes    | 2015, 2016, 2019             |

### По роках

Автодром імені братів Родрігес, 1986—1992

Magdalena Mixhuca, 1962—1970. Пізніше перейменований в Автодром імені братів Родрігес

Рожевим фоном вказані перегони, які не увійшли до заліку Чемпіонату Світу.
| Рік         | Пілот                    | Конструктор                | Траса                          | Звіт          |
| ----------- | ------------------------ | -------------------------- | ------------------------------ | ------------- |
| 2024        | Карлос Сайнс мол.        | Ferrari                    | Автодром імені братів Родрігес | Звіт          |
| 2023        | Макс Ферстаппен          | Red Bull Racing-Honda RBPT | Автодром імені братів Родрігес | Звіт          |
| 2022        | Макс Ферстаппен          | Red Bull Racing-RBPT       | Автодром імені братів Родрігес | Звіт          |
| 2021        | Макс Ферстаппен          | Red Bull Racing-Honda      | Автодром імені братів Родрігес | Звіт          |
| 2020        | не проводився            | не проводився              | не проводився                  | не проводився |
| 2019        | Льюїс Гамільтон          | Mercedes                   | Автодром імені братів Родрігес | Звіт          |
| 2018        | Макс Ферстаппен          | Red Bull-TAG Heuer         | Автодром імені братів Родрігес | Звіт          |
| 2017        | Макс Ферстаппен          | Red Bull-TAG Heuer         | Автодром імені братів Родрігес | Звіт          |
| 2016        | Льюїс Гамільтон          | Mercedes                   | Автодром імені братів Родрігес | Звіт          |
| 2015        | Ніко Росберг             | Mercedes                   | Автодром імені братів Родрігес | Звіт          |
| 2014 – 1993 | не проводився            | не проводився              | не проводився                  | не проводився |
| 1992        | Найджел Менселл          | Williams-Renault           | Автодром імені братів Родрігес | Звіт          |
| 1991        | Ріккардо Патрезе         | Williams-Renault           | Автодром імені братів Родрігес | Звіт          |
| 1990        | Ален Прост               | Ferrari                    | Автодром імені братів Родрігес | Звіт          |
| 1989        | Айртон Сенна             | McLaren-Honda              | Автодром імені братів Родрігес | Звіт          |
| 1988        | Ален Прост               | McLaren-Honda              | Автодром імені братів Родрігес | Звіт          |
| 1987        | Найджел Менселл          | Williams-Honda             | Автодром імені братів Родрігес | Звіт          |
| 1986        | Герхард Бергер           | Benetton-BMW               | Автодром імені братів Родрігес | Звіт          |
| 1985 – 1971 | не проводився            | не проводився              | не проводився                  | не проводився |
| 1970        | Жакі Ікс                 | Ferrari                    | Magdalena Mixhuca              | Звіт          |
| 1969        | Денні Гальм              | McLaren-Ford               | Magdalena Mixhuca              | Звіт          |
| 1968        | Грем Гілл                | Lotus-Ford                 | Magdalena Mixhuca              | Звіт          |
| 1967        | Джим Кларк               | Lotus-Ford                 | Magdalena Mixhuca              | Звіт          |
| 1966        | Джон Сертіс              | Cooper-Maserati            | Magdalena Mixhuca              | Звіт          |
| 1965        | Річі Гінтер              | Honda                      | Magdalena Mixhuca              | Звіт          |
| 1964        | Ден Герні                | Brabham-Climax             | Magdalena Mixhuca              | Звіт          |
| 1963        | Джим Кларк               | Lotus-Climax               | Magdalena Mixhuca              | Звіт          |
| 1962        | Тревор Тейлор Джим Кларк | Lotus-Climax               | Magdalena Mixhuca              | Звіт          |